# Haplochromis sp. nov. 'black cryptodon'
Haplochromis sp. nov. 'black cryptodon é uma espécie de peixe da família Cichlidae.
É endémica da Tanzânia.